# Lancaster, California
Lancaster là một thành phố tại quận quận Los Angeles, tiểu bang California, Hoa Kỳ. Dân số theo điều tra năm 2010 của Cục điều tra dân số Hoa Kỳ là 156.633 người là thành phố lớn nhất của phía California của sa mạc Mojave 
Lancaster là thành phố lớn thứ 30 ở California, và thành phố lớn thứ 148 ở Hoa Kỳ. Lancaster là thành phố chính trong thung lũng Antelope. Lancaster có cự ly khoảng 70 dặm (110 km) về phía bắc (đường bộ) của thành phố Los Angeles ở Antelope Valley của miền Nam California. Nó được tách ra từ các lưu vực Los Angeles bởi dãy núi San Gabriel ở phía nam và từ Bakersfield và San Joaquin Valley bởi dãy núi Tehachapi phía bắc.Theo các Cục Điều tra dân số Hoa Kỳ, thành phố có diện tích tổng cộng 94,5 dặm vuông (244,9 km ²), trong đó, 94,3 dặm vuông (244,2 km ²) của nó là diện tích đất và 0,3 dặm vuông (0,7 km ²) (0,29%) là diện tích mặt nước. Lancaster tọa lạc ở độ cao 2.350 feet (720 m) trên mực nước biển trên một thung lũng bằng phẳng, được bao quanh bởi các dãy núi hoang sơ. Bởi vì độ cao trong khoảng 2000 đến 3.000 feet (600–900 m) trên mực nước biển, diện tích, giống như các phần khác của khu vực sa mạc Mojave, là cách khác được gọi là sa mạc cao. Một số thành phố và cộng đồng trong khu vực kinh doanh bao gồm Lancaster, Palmdale, Rosamond, Hồ Los Angeles, Quartz Hill, Ridgecrest, và Santa Clarita.